# Drepanodia
Drepanodia é um gênero de mariposa pertencente à família Crambidae.